# Ducado de Schomberg
El Duque de Schomberg en la nobleza de Inglaterra fue creado en 1689. El título deriva del apellido de su poseedor (originalmente Schönberg).
El duque de Schomberg formaba parte del ejército del rey Guillermo de Orange y acampó en la zona de las colinas de Hollywood en Craigantlet, en Irlanda del Norte. El área ahora es una granja y la casa en la que se alojó el propio rey Guillermo ahora se conoce formalmente como "Schomberg Cottage".

## Duques de Schomberg (1689-1719)
Otros títulos: Marqués de Harwich, Conde de Brentford y Barón Teyes (1689)
- Maréchal Frederick Schomberg, I duque de Schomberg (1615-1690), comandante militar en la Guerra de Guillermo en Irlanda
- Charles Schomberg, II duque de Schomberg (1645-1693), hijo menor del I duque, también fue general

Otros títulos (III duque): Duque de Leinster, Conde de Bangor y Barón de Tara (en 1690)
- Meinhardt Schomberg, III duque de Schomberg, I duque de Leinster (1641-1719), hijo mayor del I duque, también fue general. Murió sin descendencia masculina sobreviviente y todos sus títulos se extinguieron.
  - Charles Schomberg, marqués de Harwich (1683-1713), hijo único del III duque, murió de tisis antes que su padre.